# Comité Paralímpico Húngaro
El Comité Paralímpico Húngaro (en húngaro: Magyar Paralimpiai Bizottság) es el comité paralímpico nacional que representa a Hungría. Esta organización es la responsable de las actividades deportivas paralímpicas en el país. Es miembro del Comité Paralímpico Internacional y del Comité Paralímpico Europeo.